# Emeryta
Emeryta – imię żeńskie pochodzenia łacińskiego, oznaczające "zasłużona". Patronką tego imienia jest św. Emeryta, wspominana razem ze św. Digną (III wiek).
Emeryta imieniny obchodzi 22 września.